# Steirischer Tonkünstlerbund
Der Steirische Tonkünstlerbund (STB) ist ein gemeinnütziger Verein, der sich der Förderung des steirischen Musiklebens widmet. Die Mitglieder sind Komponisten, Interpreten, Musikpädagogen, Musikwissenschaftler und -theoretiker sowie Musikliebhaber aus der steirischen Musikwelt.
Der Steirische Tonkünstlerbund veranstaltet Konzerte, produziert davon Konzertmitschnitte auf CD (bisher über 165), publiziert Noteneditionen (bisher 6 Editionen in 27 Bänden) und veranstaltet Kompositionswettbewerbe. Er arbeitet national und international mit Vereinigungen ähnlicher Zielsetzungen zusammen.

## Geschichte
Die Gründung des Steirischen Tonkünstlerbundes wurde im Jahr 1927 in Knittelfeld anlässlich der Veranstaltung eines „Steiermärkischen Musikfestes“ als Absichtserklärung beschlossen und im Frühjahr 1928 in den Räumen des „Grazer Männergesangsvereines“ verwirklicht. Er ist damit die zweitälteste Komponistenvereinigung Österreichs (nach der IGNM, gegründet 1922) und die größte der Steiermark.
Im Jahr 1938 wurde der STB von den Nationalsozialisten abgeschafft und durch die sog. „Kameradschaft steirischer Künstler und Kunstfreunde“ abgelöst. Im Jahr 1957 kam es zur Wiedererrichtung des Vereins.

### Nationalsozialismus und personelle Kontinuitäten nach 1945
Die nach der Machtübernahme durch die Nationalsozialisten in Österreich erfolgte Auflösung des Steirischen Tonkünstlerbundes und Überführung in die Kameradschaft steirischer Künstler und Kunstfreunde bedeutete keinen Bruch zumindest aus personeller Sicht. Die Leitung der Kameradschaft übernahm der Geiger und Komponist Artur Michl, zusammen mit den Komponisten Josef Kolleritsch und dem Komponisten und NSDAP-Mitglied Franz Mixa. Michl war bereits von 1928 bis 1934 Präsident des STB. Nach Ende des Zweiten Weltkrieges gab es 1949 einen ersten Versuch, den STB wiederzubeleben. Dazu trafen sich im obersteirischen Frohnleiten u. a. die Komponisten Franz Mixa, Roderich von Mojsisovics und Konrad Stekl, allesamt ehemalige NSDAP-Mitglieder. Es dauerte jedoch bis 1957, bis die Neugründung des STB gelang. Im damaligen Gründungskomitee findet sich nicht nur erneut der Name von Artur Michl, sondern auch eine Reihe von ehemaligen Mitgliedern der NSDAP: Konrad Stekl, Hanns Holenia, Hannes Kuegerl. Die Liste der damaligen Mitglieder des Steirischen Tonkünstlerbundes weist sieben Musiker aus, die ehemalige NSDAP-Mitglieder oder politisch stark belastet waren: Hannes Kuegerl (NSDAP), Artur Michl (Kameradschaft), Konrad Stekl (NSDAP), Josef Kolleritsch, Joseph Marx (Gottbegnadeten-Liste des Reichsministeriums für Volksaufklärung und Propaganda), Franz Mixa (NSDAP) und Otto Siegl (Mitglied Reichsmusikkammer).

## Aktivitäten ab 1959
Ab dem Jahr 1959 begann der Verein mit der Herausgabe von Werken steirischer Komponisten in der eigenen Publikationsreihe Musik aus der Steiermark beim Verlag Schulz/Freiburg, in der bis 1989 insgesamt 133 Bände erschienen sind.
1960 wurden die regelmäßig erscheinenden Mitteilungsblätter eingeführt und musikwissenschaftliche Arbeiten, wie z. B. das von Wolfgang Suppan redigierte Steirische Musiklexikon, veröffentlicht.
Ab Ende der 1970er-Jahre wurden vermehrt Kontakte mit Komponistenvereinigungen aus osteuropäischen Ländern aufgenommen, vor allem mit Bulgarien und Rumänien (beide damals noch kommunistisch). Es kam dabei zu mehreren gegenseitigen Besuchen und Austauschkonzerten.
1983 wurde auf Vorschlag von Viktor Fortin eine eigene Konzertreihe gegründet, die zuerst (nach den Veranstaltungsorten) Museums- bzw. Galeriekonzerte hießen. Fortin war bis 1991/92 als Konzertreferent tätig.
Es wurden Kammermusikkonzerte verschiedenster Besetzungen, aber auch Chansonabende veranstaltet, meist mit der Kabarettistin Gerda Klimek („Die blaue Stunde“ genannt).
Viktor Fortin wurde 1993 Präsident, als Konzertreferent folgte Klaus Hubmann nach. Nun wurden zusätzlich zu den lebenden Komponisten sogenannte „Altsteirer“ aufgeführt, zu denen u. a. Robert Fuchs, Johann Joseph Fux, Heinrich von Herzogenberg, Anselm Hüttenbrenner, Eduard von Lannoy und Hugo Wolf zählten.

## Aktivitäten ab 2003
2003 wurde Gerhard Präsent Konzertreferent und Vizepräsident, ab 2005 auch STB-Präsident. Die STB-Konzerte, die nunmehr fast ausschließlich die Werke zeitgenössischer Komponisten beinhalteten, fanden nun regelmäßig sieben bis neun Mal jährlich statt, wurden mitgeschnitten und in der STB-CD-Edition in kleiner Auflage veröffentlicht (bisher 166 Titel). Die „Mitteilungen des STB“ – wie sie nun hießen – erschienen regelmäßig zwei bis drei mal jährlich, wurden umfangreicher und brachten Komponisten- und Interpretenportraits mit Interviews und Werklisten, Konzertberichten und musikwissenschaftlichen Artikeln. Es gab zahlreiche Kooperationen mit In- und ausländischen Institutionen.
2007 erschien die die erste einer Reihe von neuen Noteneditionen (Piano-Edition), in der Werke der komponierenden Mitglieder veröffentlicht und der Allgemeinheit zugänglich gemacht wurden.
2019/20 wurde der erste internationale Kompositionswettbewerb (für Streichtrio bzw. -duo) ausgeschrieben und brachte 67 Einreichungen aus 23 Ländern. Das Finalkonzert, in dem das Publikum aufgerufen war mitzuwerten, musste (Covid-bedingt) auf Juni 2021 verschoben werden. Die drei Preisträger kamen aus Italien und den USA.
2024 wurde der zweite internationale Kompositionswettbewerb (für Klaviertrio) ausgeschrieben, der 2025 abgeschlossen werden soll.

## Publikationen
Die STB-CD-Edition umfasst derzeit (Stand März 2024) 166 CDs mit über 1700 Einzeltiteln. Eine Excel-Tabelle der CDs ist auf der Internetseite des Vereins aufrufbar.
Die bisher erschienenen sechs Noteneditionen umfassen:
- Piano-Edition (I) in 2 Bänden (2007)
- Streicher-Edition in 5 Bänden (2009)
- Flöten-Edition in 6 Bänden (2012)
- Zerline-Erfurt-Edition (2016) in 3 Bänden als Gesamtausgabe des Oeuvres der Komponistin.
- Klarinetten-Edition in 7 Bänden (2018)
- Piano-Edition II in 4 Bänden (2022)[11]

Eine Piano-Edition III (4-händig bzw. für zwei Klaviere) ist für 2025 geplant.
Von 2003 bis März 2024 wurden 48 „Mitteilungen des STB“ publiziert: mit Komponisten- und Interpretenportraits, Interviews und Werklisten, Konzertberichten und musikwissenschaftlichen Artikeln. Die „Mitteilungen des STB“ sind auf der Internetseite des Vereins als PDF-Datei aufrufbar.

## Präsidenten
- 1928–1934: Artur Michl[12]
- 1934–1935: Hugo Kroemer
- 1935–1938: Günther Eisel
- 1958–1960: Otto Siegl
- 1961–1979: Ernst Ludwig Uray
- 1980–1992: Karl Haidmayer
- 1993–2004: Viktor Fortin
- seit 2005: Gerhard Präsent,[13] (Stellvertreter: Herbert Bolterauer[14] und Franz Zebinger [15][16])